# James Karen
James Karen, właśc. James Karnofsky (ur. 28 listopada 1923 w Wilkes-Barre, zm. 23 października 2018 w Los Angeles) – amerykański aktor charakterystyczny występujący zarówno w filmie, telewizji jak i na scenach Broadwayu.

## Życiorys
Był synem żydowskich emigrantów z Rosji.
W 1986 był nominowany do nagrody Saturna za rolę w horrorze komediowym Powrót żywych trupów (1985). Ponad dekadę później, w 1998 przyznano mu tę nagrodę za całokształt osiągnięć aktorskich.
W latach 1958–1967 był mężem piosenkarki folkowej Susan Reed. Małżeństwo zakończyło się rozwodem. Od 1986 jego drugą żoną była Alba Francesca. Aktor miał jedno dziecko z pierwszego związku.
Zmarł 23 października 2018.

## Filmografia
Filmy:
- Herkules w Nowym Jorku (1969) jako prof. Camden
- Nigdy nie śpiewałem dla mojego ojca (1970) jako pan Tucker, dyrektor domu starców
- Wszyscy ludzie prezydenta (1976) jako adwokat Hugh Sloana
- Premiera (1977) jako goniec hotelowy
- Koziorożec 1 (1978) jako wiceprezydent Price
- F.I.S.T. (1978) jako Andrews
- Chiński syndrom (1979) jako Mac Churchill
- Frances (1982) jako sędzia Hillier
- Duch (1982) jako pan Teague
- Nóż (1985; znany także pt. Zębate ostrze) jako Andrew Hardnesty
- Powrót żywych trupów (1985) jako Frank
- Najeźdźcy z Marsa (1986) jako gen. Climet Wilson
- Wall Street (1987) jako Lynch
- Powrót żywych trupów II (1988) jako Ed
- Nienarodzony (1991) jako dr Richard Meyerling
- Zemsta frajerów IV – zakochane świry (1994) jako Mylan Whitfield
- Kongo (1995) jako rektor uczelni/szef Petera
- Nixon (1995) jako Bill Rogers
- Pirania (1995) jako gubernator
- Przejażdżka (1996) jako klient
- Namiętności (1996) jako Tom Orr
- Kryptonim „Freedom Strike” (1998) jako prezydent Mitchell
- Dziewczyna (1998) jako ojciec
- Cień wątpliwości (1998) jako Norman Calloway
- Uczeń szatana (1998) jako Victor Bowden
- Żyć dla kogoś (1999) jako Phil Morton
- Męska gra (1999) jako doradca Christiny
- Trzynaście dni (2000) jako George Ball
- Mulholland Drive (2001) jako Wally Brown
- Superman: Powrót (2006) jako Ben Hubbard (sceny usunięte)
- W pogoni za szczęściem (2006) jako Martin Frohm
- Trop wyjętych spod prawa (2006) jako LeRoy Parker
- Jack i magiczna fasola (2010) jako Verri Saddius
- Nietykalny Drew Peterson (2012) jako pastor Tom Keller

Gościnne występy w serialach TV:
- Wszystkie moje dzieci (1970–2011) jako Lincoln „Linc” Tyler
- Ulice San Francisco (1972–1977) jako Frank Batz
- M*A*S*H (1972–1983) jako dr Stephen Chesler
- Sierżant Anderson (1974–1978) jako kierowca
- Starsky i Hutch (1975–1979) jako Carter
- Quincy (1976–1983) jako dr Tom Pierce/dr Chet Rawlings/dr Lench
- Dallas (1978–1991) jako Elton Lawrence
- Dynastia (1981–1989) jako Avril Dawson
- Magnum (1980–1988) jako Andrew Clifton
- Hardcastle i McCormick (1983–1986) jako C. Calvin Moore
- Zdrówko (1982–1993) jako dr Bennett Ludlow
- Webster (1983–1989) jako dr Rosencrantz
- Autostrada do nieba (1984–1989) jako pan Simenton
- Niesamowite historie (1985–1987) jako Richard Whelan
- Na wariackich papierach (1985–1989) jako Alan
- Złotka (1985–1992) jako Raymond
- MacGyver (1985–1992) jako Robert Sanborn/Papillon
- Matlock (1986–1995) jako Ed Billings
- Gliniarz i prokurator (1987–1992) jako burmistrz
- Prawnicy z Miasta Aniołów (1986–1994) jako dr Wilson
- Projektantki (1986–1993) jako Kearney
- Murphy Brown (1988–1998) jako Arvin
- Świat pana trenera (1989–1997) jako James Armstrong
- Kroniki Seinfelda (1989–1998) jako pan Canterman
- Beverly Hills, 90210 (1990–2000) jako minister
- Melrose Place (1992–1999) jako sędzia Mike Thomas
- Ned i Stacey (1995–1997) jako Patrick Kirkland
- Strażnik Teksasu (1993–2001) jako senator
- Dotyk anioła (1994–2003) jako Mark Abernathy
- JAG – Wojskowe Biuro Śledcze (1995–2005) jako senator Barrington
- Kancelaria adwokacka (1997–2004) jako sędzia Knapp
- Potyczki Amy (1999–2005) jako dr Irwin Garner
- Dowody zbrodni (2003–2010) jako Steve Pratt